# Карачуново (Ярославская область)
Карачуново — деревня в Большесельском сельском поселении Большесельского района Ярославской области.

## Население
По данным статистического сборника «Сельские населенные пункты Ярославской области на 1 января 2007 года», в деревне Карачуново не числится постоянных жителей.

## География
Деревня расположена в юго-восточной части района, в верховьях реки Юхоть. Через Карачуново и стоящую в 1 м к северо-западу деревню Доронино, которые расположены на склоне холма, протекают два ручья, которые сливаются в 1,5 км к северу, образуя реку Юхоть. Ручьи питаются водами расположенного к югу и выше по склону верхового болота, вокруг зарастающего озера Богоявленское. Озеро носит название по церкви Богоявления, расположенной между Карачуново и озером. Уровень воды в озере 166 м. Ниже по склону, севернее Карачуново находится Карачуновское болото, имеющее протяжённость около 2 км. В центре этого болота и соединяются названные выше два ручья. Уровень воды в точке слияния 129,5 м. К востоку от Карачуново проходит граница Большесельского и Ярославского районов, а к югу граница с Борисоглебским районом.

## История
Деревня Карачунова указана на плане Генерального межевания Борисоглебского уезда 1792 года. В 1825 году Борисоглебский уезд был объединён с Романовским уездом. По сведениям 1859 года деревня относилась к Романово-Борисоглебскому уезду.